# 富山平原

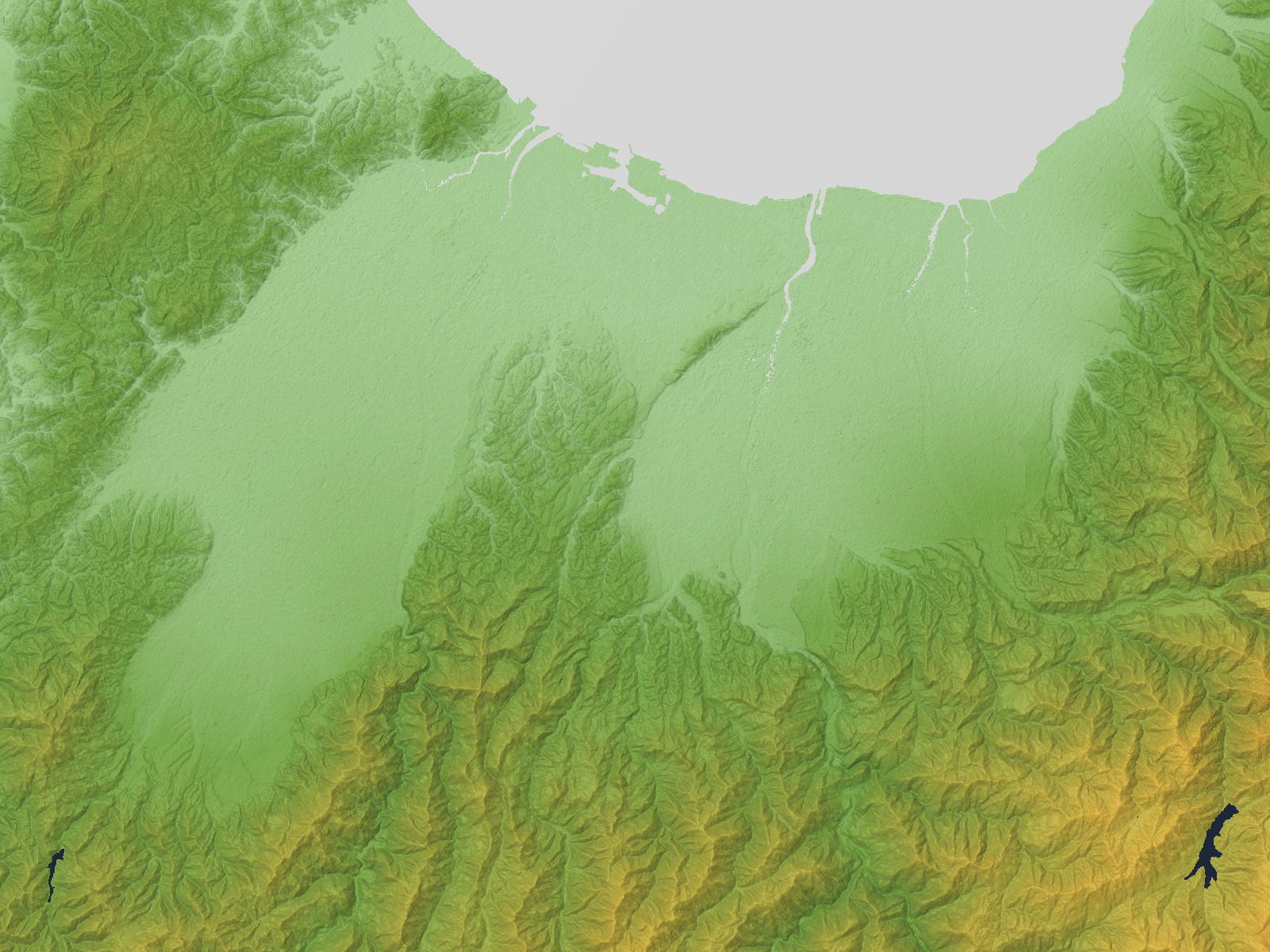
富山平原地形

富山平原(とやまへいや)，富山县內中央面向富山湾的广大冲积平原 。

## 地理
东為飛驒山脈，南為飞驒高原，西為宝達丘陵所包圍，各高地及山脈谷口往富山平原形成沖積扇。因此供水充足，故此發展出大量稻田，而沿海地区則工业发展為主。另外富山平原被中央之吳羽丘陵，大致分割成吳東平原及吳西平原。

## 關聯條目
- 日本地理